# Mikado (groupe)
Pour les articles homonymes, voir Mikado.
Mikado est un groupe de pop français. Il est formé en 1982 par Grégori Czerkinsky et Pascale Borel et séparé en 1991.

## Biographie
Le nom vient du jeu d'adresse homonyme. Leur premier maxi 45 tours, intitulé Par hasard, édité par Les Disques du Crépuscule en Belgique, sort au Japon et y rencontre un certain succès. Ils partent alors en tournée là-bas et y rencontrent Haruomi Hosono et Ryūichi Sakamoto du groupe Yellow Magic Orchestra[réf. nécessaire]. En 1985, Hosono, qui crée à ce moment-là son label Non-Standard produit leur premier album, qui obtient un gros succès au Japon[réf. nécessaire]. Il sortira en France un an plus tard en 1986, distribué par le label Vogue.
Leurs chansons les plus populaires sont Naufrage en hiver (1986) et La fille du soleil (1988), deux singles dont Pierre et Gilles ont réalisé vidéos et pochettes. Après leur séparation en 1991, Grégori Czerkinsky et Pascale Borel poursuivent leur carrière en solo.
En 2017, une compilation sort sous le titre Forever - 2CD Anthology, regroupant tous les morceaux du groupe, distribuée par Les Disques du Crépuscule.